# Françoise Ega
Françoise Ega (Le Morne-Rouge, 11 de novembro de 1920 – Marselha, 8 de março de 1976) foi uma escritora e ativista social francesa, nascida na Martinica.
Dedicou-se em vida a lutar pelos direitos da comunidade negra e dos migrantes caribenhos na França. Seus livros trabalhavam com temas como exploração, nacionalismo, alienação, racismo e machismo e ela foi reconhecida como uma importante voz feminina das Antilhas francesas entre o final da Segunda Guerra Mundial e o fim da colonização francesa.

## Biografia
Françoise nasceu em 1920, na Martinica. Era filha de Délie Partel, uma costureira, e de Claude Modock. Criada Le Morne-Rouge, Françoise formou-se num curso técnico de estenotipista na capital da Martinica, Fort de France. Mudou-se para a França durante a Segunda Guerra onde conseguiu um posto de trabalho na sua área de formação. Em Paris, ela conheceu Franz Ega, com quem se casou em 8 de maio de 1946. Franz era soldado, o que levou o casal a morar em diversos países da África antes de se estabelecerem em Marselha, onde tiveram três de seus cinco filhos.

## Carreira
Em Marselha, Françoise se dedicou a ajudar a comunidade caribenha, fundando programas para crianças após o horário escolar, voltadas para a leitura e escrita, além do ensino do catecismo. Ela foi organizadora do time de futebol da Guiana Ocidental Francesa e fundou duas organizações, a Associação de Trabalhadores das Antilhas e da Guiana e a Associação Cultural e Esportiva Antillo-Guiana para promover a participação de migrantes das Antilhas Francesas e da Guiana Francesa em eventos esportivos e culturais.
Por ser mulher instruída, Françoise também ajudava os migrantes com a papelada e as transações relacionadas com a realização de suas atividades diárias, além de dar aulas de alfabetização para adultos. Ativa na política e atividades sindicais, ela defendeu fortemente a proteção dos espaços públicos, como parques, piscinas e estádios. Ela trabalhou com Séverin Montarello para criar o Espace Culturel Busserine, o primeiro centro cultural na área.
Na década de 1960, Françoise escreveu dois romances autobiográficos, Le temps des Madras (1966) e Lettres à une noire (1978). O segundo só foi publicado depois de sua morte. O primeiro narra suas memórias de infância na Martinica. Em Lettres à une noire, ela narra seu cotidiano em Marselha, endereçando-se à escritora brasileira Carolina Maria de Jesus. Ega se inspirou no livro Quarto de despejo (JESUS,1960) para escrever o seu livro ao ler um perfil da escritora brasileira na revista francesa Paris Match. Em Lettres à une noire ela evoca ainda o drama das faxineiras antilhas exploradas em casas de famílias burguesas. Ela mesma se emprega como diarista por não conseguir se empregar como estenotipista ao fim da guerra. No livro, ela aborda temas como o racismo, o sexismo, nacionalismo, identidade, etc. comuns a muitos migrantes caribenhos no período pós-guerra.
Lettres à une noire foi traduzido para o português brasileiro em 2021 pela editora Todavia. Nova edição em francês canadense saiu no mesmo ano pela editora Lux, de Québec, mas a autora segue menosprezada na França. 

## Morte
Françoise morreu em 8 de março de 1976, aos 55 anos, em Marselha.

## Legado
Após sua morte, uma placa comemorativa foi instalada no Centro Cultural Busserine. Seus filhos criaram o Comitê Mam'Ega para dar continuidade a seu trabalho e uma rua do 14 Arrondissement de Marseille recebeu o seu nome.; Em 1992, o Comitê Mam'Ega editou e publicou postumamente o conto Le pin de Magneu; e em 2000 o comitê publicou L’Alizé ne soufflait plus, que explora as experiências de um jovem casal martinicano na França após o fim da Segunda Guerra.